# Championnat National (Tschad)
Die 1988 gegründete Tschad Premier League ist die höchste Spielklasse des nationalen Fußballverbands des Tschad.

## Saison 2017/18
In der Saison 2017/18 nahmen die folgenden 18 Mannschaften in drei regionalen Zonen am Spielbetrieb teil:
Zone 1 (N’Djamena):
- AS CotonTchad
- Elect Sport N’Djamena FC
- Foullah Edifice
- Gazelle FC
- Renaissance FC
- Tourbillon FC

Zone 2 (Sarh, Koumra, Doba, Moundou, Pala, Bongor):
- Abeilles FC Mandoul
- ASCOT Moundou
- AS Lycod Doba
- FC Kebbi
- Sonacim FC
- (Gewinner von Sarh)

Zone 3 (Moussoro, Ati, Biltine, Mongo, Salamat, Abéché):
- AS Mirim Mongo
- AS Wadi Fira
- Eléphant de Zakouma
- Ouaddaï FC
- (Gewinner von Moussoro)
- (Gewinner von Ati)

## Alle Meister
- 1988: Elect Sport N’Djamena FC (N’Djamena)
- 1989: Renaissance FC (N’Djamena)
- 1990: Elect Sport N’Djamena FC (N’Djamena)
- 1991: Tourbillon FC (N’Djamena)
- 1992: Elect Sport N’Djamena FC (N’Djamena)
- 1993: Postel 2000 FC (N’Djamena)
- 1994: Renaissance FC (Abéché)
- 1995: Postel 2000 FC (N’Djamena)
- 1996: AS CotonTchad (N’Djamena)
- 1997: Tourbillon FC (N’Djamena)
- 1998: AS CotonTchad (N’Djamena)
- 1999: Renaissance FC (Abéché)
- 2000: Tourbillon FC (N’Djamena)
- 2001: Tourbillon FC (N’Djamena)
- 2002: Renaissance FC (N’Djamena)
- 2003: Renaissance FC (N’Djamena)
- 2004: Renaissance FC (N’Djamena)
- 2005: Renaissance FC (N’Djamena)
- 2006: Renaissance FC (N’Djamena)
- 2007: Renaissance FC (N’Djamena)
- 2008: Elect Sport N’Djamena FC (N’Djamena)
- 2009: Gazelle FC (N’Djamena)
- 2010: Tourbillon FC (N’Djaména)
- 2011: Foullah Edifice FC (N’Djaména)
- 2012: Gazelle FC (N’Djaména)
- 2013: Foullah Edifice FC (N’Djaména)
- 2014: Foullah Edifice FC (N’Djaména)
- 2015: Gazelle FC (N’Djamena)
- 2016: nicht ausgetragen wegen finanziellen Problemen
- 2017/18: Elect Sport N’Djamena FC (N’Djamena)
- 2018/19: Elect Sport N’Djamena FC (N’Djamena)
- 2019/20: Gazelle FC (N’Djamena)
- 2022: Elect Sport N’Djamena FC (N’Djamena)
- 2023: AS PSI